# Avenue Roger-Cahen
L'avenue Roger-Cahen est une voie située dans le 15e arrondissement de Paris, en France.

## Origine du nom
La voie porte le nom de Roger Cahen (1896-2003), un des derniers combattants en vie de la Première Guerre mondiale.

## Historique
Initialement créée sous le nom provisoire voie CU/15, l'avenue prend son nom actuel avenue Roger-Cahen par un arrêté municipal du 3 juillet 2008.